# Trematopygodes oculatus
Trematopygodes oculatus là một loài tò vò trong họ Ichneumonidae.